# L Tower
Der L Tower, auch Libeskind Tower nach dem Architekten Daniel Libeskind, ist ein Hochhaus und Wohngebäude in der Großstadt von Toronto, Ontario, Kanada. Das Gebäude befindet sich an der 8. The Esplanade Straße und grenzt direkt an das Sony Centre for the Performing Arts. Das 205 Meter hohe Gebäude verfügt über 58 Etagen.

## Baugeschichte und Fertigstellung
Das Gebäude wird von drei Bauherren entwickelt: Cityzen, Castlepoint Numa aus Toronto und Fernbrook Homes aus Concord, Ontario. Eröffnet wurde das Gebäude offiziell 2016, nachdem sich die Fertigstellung mehrfach verzögert hatte. Eine Ursache für die Verzögerung war eine Arbeitsunterbrechung aufgrund von Sicherheitsbedenken bezüglich des Krans an der Spitze des Gebäudes. Trotz des Krans, der bis September 2018 entfernt wurde, gewann das Gebäude 2017 den achten Platz des Emporis Skyscraper Award in der Kategorie des besten neuen Wolkenkratzers.

## Belege
1. 1 2  
Michael Robinson: Safety concerns over crane holding up completion of L Tower. Toronto Star, 22. November 2015; abgerufen am 23. Februar 2020,
2. ↑  
Jack Hauen, Alexandra Jones, Stefanie Marotta: Crane atop the L Tower is finally removed. Toronto Star, 11. September 2018; abgerufen am 23. Februar 2020,
3. ↑  
Katia Dmitrieva: Libeskind Tower in Toronto Nabs Award, Even With Crane Left Atop. auf bloomberg.com, 30. November 2017; abgerufen am 23. Februar 2020,